# Tweekleurig grijpstaartstekelvarken
Het tweekleurig grijpstaartstekelvarken (Coendou bicolor)  is een zoogdier uit de familie van de stekelvarkens van de Nieuwe Wereld (Erethizontidae). De wetenschappelijke naam van de soort werd voor het eerst geldig gepubliceerd door Tschudi in 1844.

## Voorkomen
De soort komt voor in Bolivia, Peru, Ecuador en Colombia.